# Élections législatives de 1876 dans l'Ardèche
Les élections législatives de 1876 ont eu lieu les 20 février et 5 mars 1876.

## Résultats à l'échelle du département
| Partis         | Partis              | Premier tour | Premier tour | Sièges |
| Partis         | Partis              | Voix         | %            | Sièges |
| -------------- | ------------------- | ------------ | ------------ | ------ |
|                | Gauche républicaine | 39 437       | 49,69        | 4      |
|                | Bonapartistes       | 12 696       | 16,00        | 1      |
|                | Constitutionnels    | 11 856       | 14,94        | 0      |
|                | Centre gauche       | 7 983        | 10,06        | 1      |
|                | Légitimistes        | 7 394        | 9,32         | 0      |
|                |                     |              |              |        |
| Inscrits       | Inscrits            | 109 052      | 100,00       | 6      |
| Votants        | Votants             | 80 317       | 73,65        |        |
| Abstentions    | Abstentions         | 28 735       | 26,35        |        |
| Blancs et nuls | Blancs et nuls      | 951          | 1,18         |        |
| Exprimés       | Exprimés            | 79 366       | 98,82        |        |

## Résultats par arrondissement

### Arrondissement de Largentière

#### 1recirconscription
| Candidat       | Candidat           | Parti               | Premier tour | Premier tour |
| Candidat       | Candidat           | Parti               | Voix         | %            |
| -------------- | ------------------ | ------------------- | ------------ | ------------ |
|                | Ernest Blachère    | Bonapartiste        | 7 488        | 64,44        |
|                | Jean Odilon-Barrot | Gauche républicaine | 4 132        | 35,56        |
|                |                    |                     |              |              |
| Inscrits       | Inscrits           | Inscrits            | 15 771       | 100,00       |
| Votants        | Votants            | Votants             | 11 653       | 73,89        |
| Abstention     | Abstention         | Abstention          | 4 118        | 26,11        |
| Blancs et nuls | Blancs et nuls     | Blancs et nuls      | 33           | 0,28         |
| Exprimés       | Exprimés           | Exprimés            | 11 620       | 99,72        |

#### 2ecirconscription
| Candidat       | Candidat              | Parti               | Premier tour | Premier tour |
| Candidat       | Candidat              | Parti               | Voix         | %            |
| -------------- | --------------------- | ------------------- | ------------ | ------------ |
|                | Léonce Destremx       | Gauche républicaine | 6 652        | 52,88        |
|                | Jean-François Lauriol | Constitutionnels    | 5 927        | 47,12        |
|                |                       |                     |              |              |
| Inscrits       | Inscrits              | Inscrits            | 16 123       | 100,00       |
| Votants        | Votants               | Votants             | 12 617       | 78,25        |
| Abstention     | Abstention            | Abstention          | 3 506        | 21,75        |
| Blancs et nuls | Blancs et nuls        | Blancs et nuls      | 38           | 0,30         |
| Exprimés       | Exprimés              | Exprimés            | 12 579       | 99,70        |

### Arrondissement de Privas

#### 1recirconscription
| Candidat       | Candidat        | Parti               | Premier tour | Premier tour |
| Candidat       | Candidat        | Parti               | Voix         | %            |
| -------------- | --------------- | ------------------- | ------------ | ------------ |
|                | Arthur Chalamet | Gauche républicaine | 9 201        | 100,00       |
|                |                 |                     |              |              |
| Inscrits       | Inscrits        | Inscrits            | 16 554       | 100,00       |
| Votants        | Votants         | Votants             | 9 595        | 57,96        |
| Abstention     | Abstention      | Abstention          | 6 959        | 42,04        |
| Blancs et nuls | Blancs et nuls  | Blancs et nuls      | 394          | 4,11         |
| Exprimés       | Exprimés        | Exprimés            | 9 201        | 95,89        |

#### 2ecirconscription
| Candidat       | Candidat        | Parti               | Premier tour | Premier tour |
| Candidat       | Candidat        | Parti               | Voix         | %            |
| -------------- | --------------- | ------------------- | ------------ | ------------ |
|                | Auguste Gleizal | Gauche républicaine | 10 338       | 66,50        |
|                | De Farnicourt   | Bonapartiste        | 5 208        | 33,50        |
|                |                 |                     |              |              |
| Inscrits       | Inscrits        | Inscrits            | 20 513       | 100,00       |
| Votants        | Votants         | Votants             | 15 914       | 77,58        |
| Abstention     | Abstention      | Abstention          | 4 599        | 22,42        |
| Blancs et nuls | Blancs et nuls  | Blancs et nuls      | 368          | 2,31         |
| Exprimés       | Exprimés        | Exprimés            | 15 546       | 97,69        |

### Arrondissement de Tournon

#### 1recirconscription
| Candidat       | Candidat                                   | Parti               | Premier tour | Premier tour |
| Candidat       | Candidat                                   | Parti               | Voix         | %            |
| -------------- | ------------------------------------------ | ------------------- | ------------ | ------------ |
|                | Charles-André Seignobos                    | Gauche républicaine | 9 114        | 55,21        |
|                | Félix Imbaud de La Rivoire de La Tourrette | Légitimiste         | 7 394        | 44,79        |
|                |                                            |                     |              |              |
| Inscrits       | Inscrits                                   | Inscrits            | 20 929       | 100,00       |
| Votants        | Votants                                    | Votants             | 16 607       | 79,35        |
| Abstention     | Abstention                                 | Abstention          | 4 322        | 20,65        |
| Blancs et nuls | Blancs et nuls                             | Blancs et nuls      | 99           | 0,60         |
| Exprimés       | Exprimés                                   | Exprimés            | 16 508       | 99,40        |

#### 2ecirconscription
| Candidat       | Candidat                  | Parti           | Premier tour | Premier tour |
| Candidat       | Candidat                  | Parti           | Voix         | %            |
| -------------- | ------------------------- | --------------- | ------------ | ------------ |
|                | Pierre Marcellin Rouveure | Centre gauche   | 7 983        | 57,38        |
|                | Firmin Buisson            | Constitutionnel | 5 929        | 42,62        |
|                |                           |                 |              |              |
| Inscrits       | Inscrits                  | Inscrits        | 19 162       | 100,00       |
| Votants        | Votants                   | Votants         | 13 931       | 72,70        |
| Abstention     | Abstention                | Abstention      | 5 231        | 27,30        |
| Blancs et nuls | Blancs et nuls            | Blancs et nuls  | 19           | 0,14         |
| Exprimés       | Exprimés                  | Exprimés        | 13 912       | 99,86        |